# Палихово (Тверская область)
Па́лихово — русская деревня в Селижаровском районе Тверской области. Относится к Талицкому сельскому поселению.
Расположена в 13 километрах к юго-востоку от районного центра Селижарово, в 1 км от села Тальцы на левом берегу Волги.
Население по переписи 2002 года — 4 жителя.

## История
По данным 1859 года казённая деревня Палихово Осташковского уезда, по правую сторону Ржевского тракта, 58 вёрст от Осташкова, при овраге близ Волги, 23 двора, 148 жителей. Во второй половине XIX — начале XX века деревня Палихово относилось к Талицкой волости и Талицкому приходу Осташковского уезда Тверской губернии. В 1889 году в деревне 33 двора, 183 жителя; дети учатся в земской школе в Тальцах; промыслы лесные: зимой — режут и возят дрова у лесопромышленников, а с весны — на гонках с дровами и лесом в Тверь..
В 1940 году в деревне 51 двор, она в составе Талицкого сельсовета Кировского района Калининской области. Во время Великой Отечественной войны оккупирована в октябре 1941 года, освобождена в январе 1942 года. На войне погибли 20 уроженцев деревни.
В 1970-80-е годы в деревне бригада колхоза «Возрождение».
В 1997 году — 6 хозяйств, 7 жителей.

## Население
| 2010 |
| ---- |
| 0    |